# Велчо войвода
Велчо Петров Ночев, известен като Велчо войвода е български хайдутин, водил бойна дружина в Ловешко.
Велчо войвода е роден е в махала Камено бърдо около 1835 – 1940 г. От малък остава сирак и живее само с майка си под опеката на чичо си Симеон. Прехранва се с овчарлък. Вследствие на станалите особено чести грабежи на цялото му стадо хваща Балкана. Като войвода на чета в Ново село дружината се сражава геройски в местността „Тясното“ при Камена Лъка. Било по време на Априлското въстание, когато е и определен за четоводец на стотина души. След падането на Батошево и Кръвеник, пада Ново село и родното му село. Велчо се укрива в горите в района, но турците непрестанно претърсват околността и подлагат на мъчения жена му за да я накарат да го предаде, но усилията им остават без успех. Гърмежите и пукотевицата на шишането (стара пушка с нарезна цев и предно пълнене) му каратт хората да знаят, че още е жив войводата.
Не е известно при какви обстоятелства е заловен Велчо, но най-разпространяваната версия е, че Мустафа Герджикоолу – управител на района, използва хитра измама – обещава, че ще запази живота му ако се предаде. Велчо се предава, но Мустафа Герджикоолу не удържа на думата си и заповядва да завържат здраво комитата и да го проводят на съдебните власти във Велико Търново.
С телеграма № 551 от 1 юли 1876 г. мютесарифът на Търново нарежда на каймакамина в Севлиево, Велчо Ночев от с. Дебнево да бъде незабавно обесен. Това става на 2 юли 1876 г.

## Признание
Село Велчево е наречено на Велчо Петров Ночев. За закрилника на бедното население и махала Каменна лъка има въздигнат паметник, проектиран от скулптора Дочо Терзиев и изпълнен от бял камък от Петко Нецолов от Царевец, Врачанско.